# Westfield World Trade Center
Il Westfield World Trade Center è un centro commerciale situato nel complesso del World Trade Center, aperto il 16 agosto 2016. Sorge in gran parte nel luogo dell'originale World Trade Center Mall, distrutto durante gli attentati dell'11 settembre 2001.

## 1975-2001
Il Mall at the World Trade Center venne completato nel 1975 ed aveva una superficie di 20.000 metri quadrati, che ne facevano il centro commerciale più grande di Manhattan, ed era gestita dal gruppo Westfield.
Durante gli attentati dell'11 settembre 2001, la struttura fu parzialmente distrutta. Trovandosi in gran parte sotto il 4 World Trade Center e il 5 World Trade Center e la  Austin J. Tobin Plaza, quando le Torri gemelle crollarono, il soffitto del centro commerciale crollò e le zone più vicine alle torri furono completamente distrutte. Dopo il crollo, il centro commerciale venne anche completamente allagato a causa dell'acqua usata nello spegnere gli incendi che imperversarono per giorni tra le macerie di Ground Zero.
Il centro commerciale comprendeva ristoranti e circa 80 negozi, tra cui Duane Reade, Gap, Sam Goody, Victoria's Secret e Warner Bros. Studio Store. Migliaia di persone frequentavano il centro commerciale ogni giorno.

## 2016-oggi
La nuova struttura, il Westfield World Trade Center la cui costruzione è incominciata nel 2007 ed è stata progettata dall'architetto Santiago Calatrava, è stata aperta il 16 agosto 2016 con una cerimonia a cui hanno preso parte John Legend e Leslie Odom Jr.. Comprende 33.900 metri quadrati di spazi commerciali con 82 negozi su 105 spazi commerciali affittati, che lo rendono nuovamente il centro commerciale più grande di Manhattan, ed è costituito da due livelli al di sotto del piano stradale, e da tre livelli nei piani inferiori della torre Four World Trade Center. L'Oculus building si trova al di sopra del World Trade Center Transportation Hub, tra il Three e il Two World Trade Center, è rivestito in marmo, rappresenta un uccello secondo Calatrava e ha un'apertura sul tetto. Quest'apertura è posta in modo da far risplendere all'interno il sole l'11 settembre di ogni anno, alle 10:28 precise, l'ora esatta dell'attentato.